# アルファ企画
株式会社アルファ企画は、かつて日本の神奈川県海老名市に存在した企業である。主に映画やテレビ番組などの、映像用の美術製作を行っていた。

## 沿革
1970年（昭和45年）に東宝撮影所特殊技術課を退職した美術監督・井上泰幸が1971年（昭和46年）に設立した。特撮作品のミニチュア製作を主に手がけ、平成「ゴジラ」「ガメラ」シリーズなどのミニチュア撮影で破壊される石膏製のミニチュアは、同社の製作だった。
2000年（平成12年）『ゴジラ×メガギラス G消滅作戦』を最後に泰幸が引退して以降は休眠状態になり、2012年（平成24年）に泰幸が死去。翌2013年（平成25年）に泰幸の妻で彫刻家の井上玲子が死去して以降は、三池敏夫らによる遺された膨大な資料の整理が進められた。2017年（平成29年）末から、幼少から井上の親交があり特撮ファンである隣接寺院の住職を中心に、地域住民によるボランティアで井上夫妻がアトリエとしていた元社屋の整理が行われ、2018年（平成30年）2月の一般公開を経て、同月末に元社屋が取り壊された。

## 参加作品

### テレビ
| 期間          | 期間          | 番組名                        | 制作（放送局）                     |
| ------------- | ------------- | ----------------------------- | ---------------------------------- |
| 1971年1月2日  | 1972年3月25日 | スペクトルマン                | フジテレビ ピー・プロダクション    |
| 1973年4月14日 | 1973年9月29日 | 風雲ライオン丸                | フジテレビ ピー・プロダクション    |
| 1973年7月4日  | 1974年3月27日 | スーパーロボット レッドバロン | 日テレ 日本現代企画                |
| 1982年3月5日  | 1983年2月25日 | 宇宙刑事ギャバン              | テレビ朝日 ADK 東映                |
| 1995年2月5日  | 1996年2月25日 | 重甲ビーファイター            | テレビ朝日 ADK 東映                |
| 1995年3月3日  | 1996年2月23日 | 超力戦隊オーレンジャー        | テレビ朝日 東映エージエンシー 東映 |
| 1996年3月1日  | 1997年2月7日  | 激走戦隊カーレンジャー        | テレビ朝日 東映エージエンシー 東映 |

### 映画
| 公開年月日     | 作品名                      | 制作（配給）                                    |
| -------------- | --------------------------- | ----------------------------------------------- |
| 1971年7月24日  | ゴジラ対ヘドラ              | 東宝                                            |
| 1973年12月29日 | 日本沈没                    | 東宝映画 東宝映像 （東宝）                      |
| 1974年8月3日   | ノストラダムスの大予言      | 東宝映画 東宝映像 （東宝）                      |
| 1976年10月2日  | 大空のサムライ              | 東宝映画 （東宝）                               |
| 1977年12月17日 | 惑星大戦争                  | 東宝映画 東宝映像 （東宝）                      |
| 1978年8月12日  | 火の鳥                      | 東宝 火の鳥プロ                                 |
| 1980年8月30日  | 地震列島                    | 東宝映画 （東宝）                               |
| 1981年8月8日   | 連合艦隊                    | 東宝映画 （東宝）                               |
| 1984年8月11日  | 零戦燃ゆ                    | 東宝映画 （東宝）                               |
| 1984年12月15日 | ゴジラ                      | 東宝映画 （東宝）                               |
| 1987年1月17日  | 首都消失                    | 徳間書店 関西テレビ 大映 （東宝）               |
| 1987年9月26日  | 竹取物語                    | フジテレビ 東宝映画 （東宝）                    |
| 1989年12月16日 | ゴジラvsビオランテ          | 東宝映画 （東宝）                               |
| 1991年12月14日 | ゴジラvsキングギドラ        | 東宝映画 （東宝）                               |
| 1995年3月11日  | ガメラ 大怪獣空中決戦       | 大映 日テレ 博報堂 （東宝）                     |
| 1996年7月13日  | ガメラ2 レギオン襲来        | 大映 日テレ 博報堂 富士通 日本出版販売 （東宝） |
| 1999年12月11日 | ゴジラ2000 ミレニアム       | 東宝映画 （東宝）                               |
| 2000年12月16日 | ゴジラ×メガギラス G消滅作戦 | 東宝映画 （東宝）                               |